# SWR Aktuell
SWR Aktuell (jusqu'au 5 février 2017: SWR Info, stylisé : « SWRinfo ») est une station de radio publique régionale allemande de la Südwestrundfunk, axant principalement sur les informations. SWR Aktuell diffuse ses programmes depuis la SWR-Funkhaus à Baden-Baden. Elle a été lancée en 2012 en remplaçant SWR cont.ra.
SWR Aktuell est diffusée par diffusion audionumérique et modulation de fréquence (FM) avec une fréquence à Stuttgart sur 91,5 MHz, elle peut également être écoutée sur satellite et Internet.

### Logos

Logo jusqu'au 5 février 2017
Logo à partir de 6 février 2017